# الا گومباسوگی
الا گومباسوگی (مجاری: Ella Gombaszögi؛ ۲۷ دسامبر ۱۸۹۸ – ۱۲ نوامبر ۱۹۵۱) بازیگر اهل مجارستان بود.
از فیلم‌ها یا مجموعه‌های تلویزیونی که وی در آن‌ها نقش داشته‌است، می‌توان به خودروی رؤیایی و چتر سنت پیتر اشاره نمود.